# Družstevná pri Hornáde
Družstevná pri Hornáde é um município da Eslováquia, situado no distrito de Košice-okolie, na região de Košice. Tem 9,55 km² de área e sua população em 2018 foi estimada em 2.812 habitantes.

## Demografia
| Ano:        | 1994 | 2004    | 2014    | 2024   |
| ----------- | ---- | ------- | ------- | ------ |
| Broj ljudi: | 3021 | 2177    | 2678    | 2852   |
| Razlika:    |      | -27,93% | +23,01% | +6,49% |

| Ano:               | 2023 | 2024   |
| ------------------ | ---- | ------ |
| Número de pessoas: | 2804 | 2852   |
| Diferença:         |      | +1,71% |